# San Giusto Canavese
San Giusto Canavese é uma comuna italiana da região do Piemonte, província de Turim, com cerca de 3.074 habitantes. Estende-se por uma área de 9 km², tendo uma densidade populacional de 342 hab/km². Faz fronteira com San Giorgio Canavese, Feletto, Foglizzo, Bosconero.

## Demografia
| Variação demográfica do município entre 1861 e 2011                               |
|                                                                                   |
| Fonte: Istituto Nazionale di Statistica (ISTAT) - Elaboração gráfica da Wikipedia |